# عجلي تحتي

المنحنى الأحمر هو منحنى عجلي تحتي يتولد بتدحرج الدائرة الصغرى السوداء حول المحيط الداخلي للدائرة الكبرى الزرقاء (المعاملات هي R = 5, r = 3, d = 5).

العجلي التحتي أو العجلي الداخلي أو الدحروج العام الداخلي (بالإنجليزية: Hypotrochoid) هي دحروجة تولدها نقطة واقعة على المستقيم المار بمركز دائرة نصف قطرها r تتدحرج دون انزلاق داخل دائرة أخرى ثابتة نصف قطرها R، بحيث تكون d هي المسافة بين النقطة ومركز الدائرة الداخلية.
المعادلتان البارامتريتان للمنحنى العجلي التحتي هما:
{\displaystyle x(\theta )=(R-r)\cos \theta +d\cos \left({R-r \over r}\theta \right)}
{\displaystyle y(\theta )=(R-r)\sin \theta -d\sin \left({R-r \over r}\theta \right).}
المعادلة القطبية للعجلي التحتي هي:
{\displaystyle r(\theta )^{2}=(R-r)^{2}+2d(R-r)\cos \left({R \over r}\theta \right)+d^{2},}
هناك حالتان خاصتان للعجلي التحتي وهما:

القطع الناقص (اللون الأحمر) هو حالة خاصة من العجلي التحتي، وذلك عندما تكون R = 2r، المعاملات في الرسم (R = 10, r = 5, d = 1).

1. عندما d = r نحصل على دويري تحتي
2. عندما R = 2r نحصل على قطع ناقص

## وصلات خارجية
- Flash Animation of Hypocycloid نسخة محفوظة 8 نوفمبر 2020 على موقع واي باك مشين.
- Hypotrochoid from Visual Dictionary of Special Plane Curves, Xah Lee
- Interactive hypotrochoide animation